# Виленский округ путей сообщения

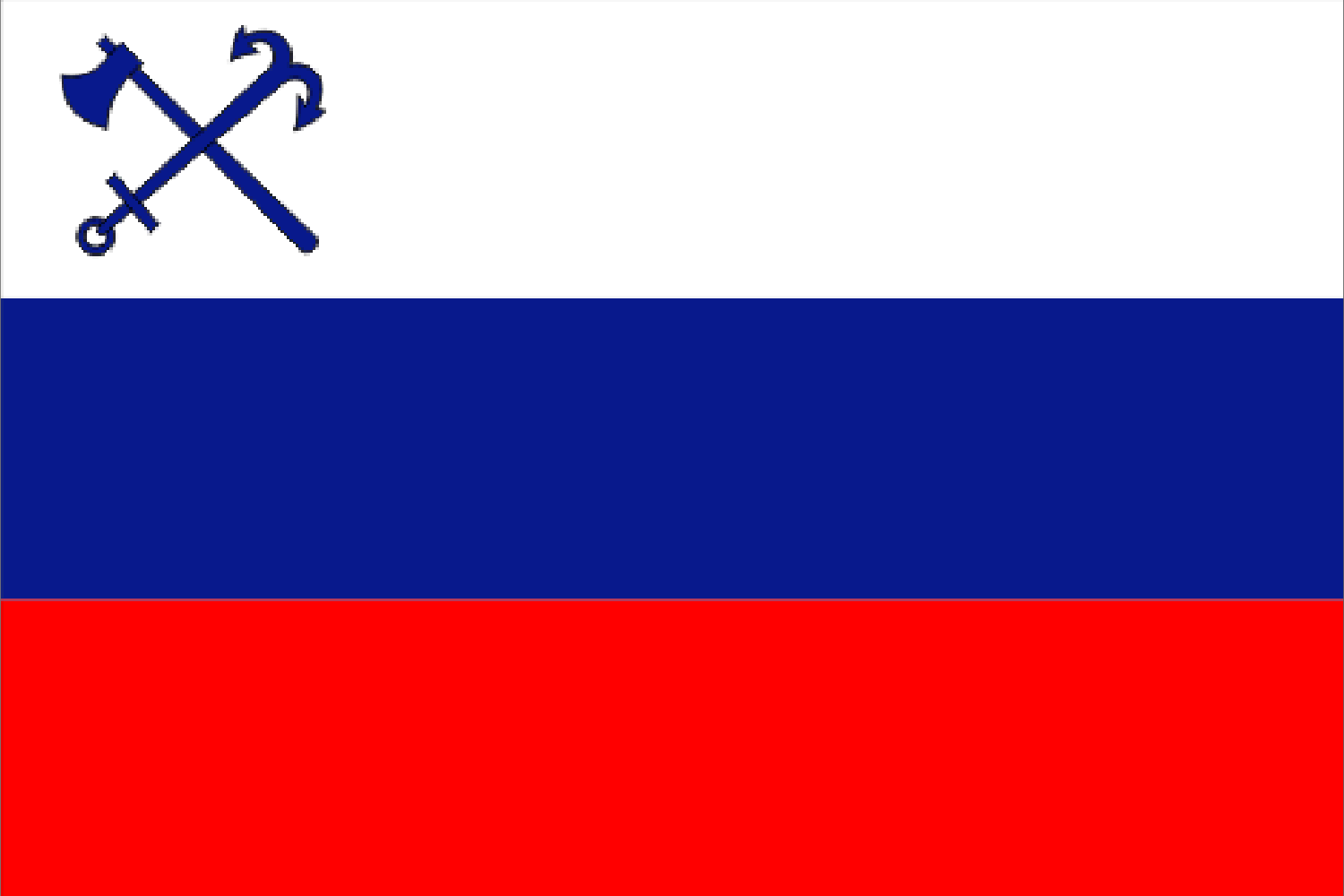
Флаг МПС Российской империи с 1870 г.

Виленский округ путей сообщения — орган управления водными путями и шоссейными дорогами в западной части Российской империи в составе Управления (в 1870—1899 гг. — Департамента) водяных и шоссейных сообщений Министерства путей сообщения. Правление Округа находилось в губернском городе Вильна.

## Пути Виленского округа

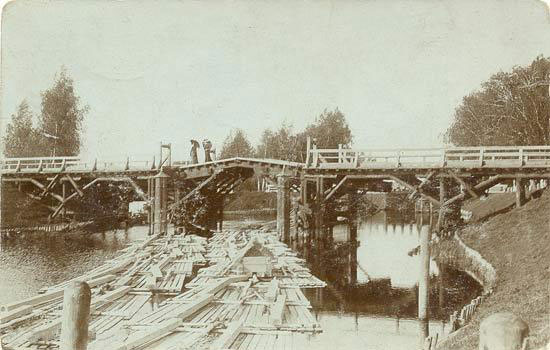
Березинский канал

#### Главные пути
- Западная Двина
- Неман
- Березина
- Припять
- Огинский канал
- Днепровско-Бугский канал
- Березинский канал
- Перновский порт

## Деление Округа. Должности

#### Отделения
- Правление
- Судоходное отдел

#### Личный состав Округа
- Начальник Округа. Л. А. Нкитин
- Помощник начальника округа
- Судоходные надзиратели
- Сторожа судоходные и пристанские